# Vila dr. Otto Schwarze
Vila dr. Otto Schwarze byla postavena v Českém Krumlově na Plešivci v roce 1907 až 1908. Je to významná stavba na pomezí stylu historismu a moderny od architekta Viktora Kavky. Je též dokladem reprezentativního sídla vyšší střední vrstvy.

## Historický vývoj
Vily, jako typ rodinného domu se staly v historii architektury důležitým momentem zejména na přelomu 19. a 20. století.V Českém Krumlově byla v letech 1907 až 1908 vystavena vila pro rodinu dr. Otto Schwarze, ředitele krumlovských papíren „Ignaz Spiro und Sőhne“. Majitel papírny Ignác Spiro (1817–1894) pocházel z nemajetné židovské rodiny. Společně se svým bratrem Jakubem založili v Jindřichově Hradci sběrnu starých hadrů a koupili si papírnu v Červené Řečici. Tu Ignác Spiro bratrovi přenechal a sám si koupil papírnu v Českém Krumlově. Úspěšnost firmy, která byla největší továrnou na výrobu papíru v habsburské monarchii a později i v Československu, dokládají i postavené budovy. Mimo budov pro dělníky továrny byly postaveny budovy patřící firmě: kancelářská budova čp. 257, Spirova vila čp. 268, vila dr. Otto Schwarze čp. 279, vila architekta Vinzenze Hillebranda čp. 275, budovy J. Smieda čp. 287 a čp. 288, židovská synagoga čp. 282. Ředitel papírny Otto Schwarz se narodil v roce 1867 a zemřel 15. prosince 1927. Je pochován na židovském hřbitově v Českém Krumlově. Manželé Otto a Margarethe Schwarz zadali projekt na svoji vilu architektovi Victoru Kafkovi, který si po studiích otevřel ateliér ve Vídni. Stavba vily na Plešivci vedla k dalším architektovým zakázkám. Podle jeho projektu byla v Českém Krumlově vybudována novorománská synagoga, obchodní a nájemní dům Wenzela Schinka na Latráně a další stavby.

## Exteriér
Vila byla postavena téměř uprostřed pozemku, parcelní číslo 961, v dnešní ulici Pod Kaštany na Plešivci, ve svahu nad papírnou. Stavba se základy na kamenném soklu má dvě nadzemní podlaží a obytné podkroví v mansardové střeše. Na kamenný sokl navazuje schodiště vedoucí ke vchodu. Dvoukřídlé dveře jsou rozdělené na čtyři, částečně prosklené části dekorované secesními motivy. Souměrné východní průčelí domu je orientované do vltavského údolí. Na nárožích jsou barokizované polygonální pavilony. Barokním přídechem působí i eliptická okénka v podkroví. V podkrovní části je umístěné i pětiboké dřevěné arkýřové okno. V přízemí na jižní straně předstupuje zimní zahrada se sedmi, vedle sebe seřazenými okny, která je v patře zakončená otevřenou terasou. Plocha průčelí z hrubé omítky a hustého bílého rastru okenních rámů působí uměřeně. Vilu zakrývá vysoká prejzová mansardová střecha. Architekt projektoval i zahradu. V přízemním pásu průčelí vily autor citoval místní krumlovskou variantu rastru laťových treláží s pnoucími rostlinami. Zahradní mobiliář byl zpracován ve stylu vídeňské moderny. Volně utvářená zahradní úprava navazovala v interiéru na zimní zahradu.

## Interiér
Interiér vily vychází z anglické koncepce rodinného domu tvořené patrovou schodišťovou vstupní halou a rozdělením místností podle jejich účelu, rozmístěných v přízemí a v prvním patře a přístupných většinou z haly. V hale s tmavým dřevěným obložením stěn stál krb obložený dřevem, zčásti z dekorativních červených cihel a na stropě byl mosazný lustr. Obytné místnosti byly situovány do jižní strany, obslužné místnosti do severní strany vily. Jižní část byla rozdělena na pánský pokoj nalevo a salon s jídelnou v pravé části spojené se zimní zahradou. V prvním patře v severní části byl pokoj pro služebnictvo a hosty, koupelna a šatna v části východní a ložnice a obývací pokoj v části jižní. V jihozápadní části byla spíž, přípravna a kuchyně, z níž vedl do přízemí do jídelny malý výtah na potraviny. V podkroví, kam vedlo boční schodiště, byly tři pokoje, jeden služební pokoj, místo na šití a žehlení a koupelna pro služebnictvo. Využit byl i suterén jako prostor pro skladování zásob v samostatných místnostech pro potraviny a pro pivo a víno. Také zde byly prostory pro uhlí a dřevo.

## Přestavby a další využívání vily
První rekonstrukce proběhla v letech 1924–1925 na přání majitelů. Projekt provedl na základě potřeb majitelů opět architekt Viktor Kafka. K východnímu průčelí byla přistavěna předsíň a nad ní terasa, na severní straně dostavěna nad schodiště s bočním vchodem půlkruhově tvarovaná stříška. V zadní západní části postavena přístavba s kuchyní, spíží a koupelnou, nad kterou v prvním patře umístil architekt otevřenou terasu. V prvním patře vyřešil pokoje pro syna, dceru a guvernantku přestěhováním kuchyně do přízemí a pokojů pro hosty a služebnictvo do podkroví. Po Mnichovské dohodě a po obsazení města 8. října 1939 německými nacistickými vojsky se rodině zřejmě podařilo uprchnout do zahraničí. Vila byla jako židovský majetek nacisty zabavena a nikdy nebyla vrácena původním majitelům. V roce 1939 navrhl projekt přestavby děčínský rodák, absolvent nižší průmyslové školy Johann Melzner. Přestavbou tak vznikly v roce 1940 v přízemí a v prvním patře bytové prostory. V dalších letech byly v objektu kanceláře. V roce 1972 bylo rozhodnuto o úpravě budovy pro potřeby mateřské školy. Přístavba k západnímu průčelí byla navržena architektem Františkem Ficalem (1938–2014) a značně změnila charakter vily. Nová část budovy navazuje na přízemí původní stavby a přístavba z roku 1925 byla zvětšena a navýšena o jedno patro. Na ploché střeše přístavby vznikla terasa a malý bazén. Budova patří do majetku obce Český Krumlov. V interiéru se dochovala i část původního vybavení. Hala je po rekonstrukci téměř v původním stavu, zůstal krb a mosazný lustr, byla zrestaurována původní dřevěná podlaha. Nad dveřmi do pánského pokoje, ve kterém jsou původní vestavěné knihovní skříně, a na protilehlé stěně, jsou lunetové obrazy od Theodora Brucknera, vídeňského malíře a švagra spolumajitele továrny Emanuela Spira. V jídelně se dochoval secesní příborník a dřevěný kazetový strop. Zbytek prostor byl zcela adaptován pro potřeby mateřské školy.
Dne 3. května 1958 byla vila dr. Otto Schwarze prohlášena památkou, což nezabránilo stavebním úpravám, ale podařilo se zachovat část interiéru a větší část fasády.